# Корте (округ)
Корте (фр. Corte) — округ (фр. Arrondissement) во Франции, один из округов в регионе Корсика. Департамент округа — Верхняя Корсика. Супрефектура — Корте.
Население округа на 2007 год составляло 53 422 человек. Плотность населения составляет 14 чел./км². Площадь округа — всего 2853 км².